# Недко Недков
Недко Иванов Недков, познат като Недко Недков, е български писател, поет, програмист, предприемач и блогър. Автор на романите „Папка „Аутизъм“ и „Счупеният човек“.

## Биография
Роден е на 22 февруари 1991 г. в гр. Полски Тръмбеш . Израства в Павликени, където завършва Професионална гимназия с профил „Икономика на ЗС“. Именно по това време неговите учители забелязват таланта му в писателската област. Недко Недков впечатлява от ранна възраст със смесени текстове като есета в стихотворна форма; есета-разкази и други. Първите стъпки в писането прави едва във втори клас, когато опитва да пише поезия върху инструментална музика. Въпреки очакванията да продължи професионалния си път в литературната област, Недков кандидатства „Компютърни науки“ през 2009 година и е приет във Великотърновски университет.
През студентските си години започва политическа кариера. Недко Недков е избран за Общински председател на политическа партия „Движение България на гражданите“, която след това става част от Реформаторски блок. В ролята си на ръководител на местната структура в общината, той организира серия от избори.
Завършва висшето си образование с отличие и се дипломира в началото на 2014 г., а Европейските избори през същата година са своеобразното му „сбогуване“ с политиката. През май започва работа като „Младши програмист“. Следват 5 години професионален опит в IT сектора, през които преминава през цялата кариерна стълбица до „Тийм лийд“.
През 2019 г. се разделя с корпоративната среда, за да създаде собствена компания.

## Творчество
Първите постижения на писателя датират от 2006, когато печели награда за модерна поезия от конкурса „Веселин Ханчев“. Следват множество грамоти и награди от общински и национални олимпиади и конкурси. През 2009 година стихове на Недко Недков са отпечатани във в-к Уикенд, в рамките на конкурса „Ерато“.
На 2 април 2020 г., в Световния ден на аутизма и в разгара на епидемичната обстановка покрай Covid-19, издава дебютния си роман „Папка „Аутизъм“. През ноември 2020 г. романът е забелязан от журналисти и критици. Първи за книгата „Папка „Аутизъм“ пише сайтът Actualno. Интервюто привлича вниманието на десетки други електронни сайтове, радиа и телевизии, включително БНР, Дарик Радио и други.
Вторият роман на автора е психотрилърът „Счупеният човек“. Преди премиерата на книгата Недко Недков публикува серия от подкасти и публикации, посветени на нея.

## Книги

### Романи
- „Папка „Аутизъм“, София, изд. „Фабрика за книги“ (2020), 304 стр. (ISBN:9786192301217)[3]
- „Счупеният човек“, София, изд. „Фабрика за книги“ (2022), 312 стр. (ISBN:9786192301699)[4]

## Цитати
| „ | Детето в мен закрещя. На 10 години пораснах. Точно за една минута ми се преобърна светът. От онова безгрижно малко момченце, остана само страха и безсилието. Там, в училищния коридор, за първи път разбрах, че в живота има и друго – не само игри и веселие. Никога не вървях по непознати улици. Говоря глупости! Та, дори когато вървях от другата страна на тротоара имах усещането, че съм на непозната улица. Не познавах града си! Стрясках се от всеки шум! Бях погълнат от обсесивни мисли. Убеден бях, че ме преследват. Затова мога да говоря от първо лице. | “ |

| „ | В моите романи, героите създават историята – с техните характерни особености и минало. Прекрасно е, ако историята е увлекателна, но не е маловажна дълбочината на персонажите. Използвам психологически трикове, символика и двоякост, за да ги изградя. Затова, както казва моята редакторка: „малкият аутист Филип е пълнокръвен и убедителен образ“. Социалните теми винаги ще бъдат част от книгите, които издавам. Не мога да обещая, обаче, че ще пиша в един жанр. | “ |